# Morelle (Seine)
Die Morelle ist ein kleiner Fluss in Frankreich, der in der Region Normandie verläuft. Sie entspringt im westlichen Gemeindegebiet von Beuzeville, im Département Eure, entwässert generell Richtung Nordwest an der Grenze zum Département Calvados, wo sie nach rund 18 Kilometern im Gemeindegebiet von Honfleur als linker Nebenfluss in die Seine einmündet. In ihrem Mündungsabschnitt  
quert die Morelle die Autobahn A29, wird danach durch die Hafenanlagen von Honfleur (Bassin Carnot und Bassin de l’Est) geleitet und erreicht über eine Hafenschleuse die Seine, die kurz danach bereits den Ärmelkanal erreicht und somit den Gezeiten ausgesetzt ist.

## Orte am Fluss
(Reihenfolge in Fließrichtung)
- Les Monts Saint-Hélier, Gemeinde Beuzeville
- Les Seigneurs, Gemeinde Quetteville
- Manneville-la-Raoult
- Fiquefleur-Équainville
- Ablon
- La Rivière-Saint-Sauveur
- Honfleur